# Тайинша
Тайинша́ (Таїнча́) (каз. Тайынша) — місто, адміністративний центр Тайиншинського району Північноказахстанської області Казахстану. Є єдиним населеним пунктом Тайиншинської міської адміністрації. Населення — 13113 осіб (2021).

## Історія
Селище Тайнча було утворено 1932 року.
8 квітня 1940 року населений пункт при залізничній станції Тайнча отримав статус селища міського типу.
2 травня 1997 року  місто Красноармійськ перейменовано на сучасну назву.
У 1956—1958 роках в населеному пункті між двома своїми ув'язненнями займався пастирською діяльністю український римо-католицький священик Юзеф Кучинський. Також місто відвідував український капуцин Серафин Кашуба.

## Населення
| 1989   | 1999   | 2009   | 2021   |
| ------ | ------ | ------ | ------ |
| 16 083 | 13 233 | 12 418 | 13 113 |

## Інфраструктура
В місті розташовані залізнична станція, автовокзал, 5 шкіл, школа мистецтв, колеж агропрідприємництва (ПТУ-15).
У 2007 році в місті побудований та введений в експлуатацію заводський комплекс з виробництва біоетанолу «Біохім», який збанкрутував у 2011 році.